# Boris Druță
Boris Druță este un avocat, scriitor, compozitor și interpret (cant- autor) de limbă română din Republica Moldova.  S-a născut la 5 februarie 1955 în satul Inești, raionul Telenești (zona de Centru, codreana a R. Moldova) în familia lui Victor a lui Ion a lui Manolache și Verei lui Nică a lui Gheorghe a lui Andrei a Axintoaiei Druță.( Ambii părinți purtau acelaș nume de familie—DRUȚĂ). La părinți cu el au fost trei copii: sora Ana (a.n.1950) și fratele Ion (a.n.1952). Discipol al profesorilor Nina Tudosan, Zinaida, Alexei Andoni, Veronica Coropcă, Aurelia Târsână, Silvestru Maximilian  de la școala primară din Inești și al iluministului, profesor de română de la școala medie (azi liceul Lucian Blaga) din Telenești, evreul Beniamin Cogan. A fost membru al comsomolului între  anii 1969 si 1983. În 1973 absolvește școala tehnică nr.2 din Chișinău, obținând profesia de sudor electric. În anii 1973-1975 și-a făcut serviciul militar în trupele aeriene ale URSS. În 1980 a absolvit facultatea de Drept a Universității de Stat din Moldova. Practică avocatura la Chișinău. În 1985 a fost avocatul vicepremierului sovieto-moldovean Vasile Vîșcu.

#### Concepția literar-artistică, activitatea scriitoricească
Consideră că anii de studenție au fost cei mai neinteresanți și triști din tinerețea lui, din cauza colectivului birocratic și al disciplinelor îndoctrinate cu ideologia comunistă. Actualmente locuiește la Chișinau unde profesează avocatura. A început a publica proză din 1981, iar din 1993 este Membru al Uniunii Scriitorilor din Moldova. Autor a 19 cărți de proză, poezie și teatru, peste 20 de lucrări muzicale puse pe muzică, versurile și interpretare proprie (vezi rețeaua de socializare  youtube.com). Publică romane, povestiri, nuvele, poezii, pamflete politice (vezi rețelele de socializare:  agonia.ro; https://borisdruta.wordpress.com/). Nu a fost membrul partidului comunist, nu a avut și nu are apartenență la vreo formație politică. A contribuit activ la distrugerea ideologiei comuniste, manifestându-și activitatea la crearea unei mentalități democratice, de tip european. Aceste idei le-a promovat și în publicațiile sale. Din anul 1990 este Membrul Uniunii ziariștilor din R. M. Copiii lui sunt: Daniela, Victor, Nelly, Veronica, Radu, Petrică-Elena (gemeni), Sorin, Nicoletta, Valeria-Patricia.
Fiind preocupat de istoria Basarabiei a abordat istoria localității de baștină și a celor din raionul Telenești, în speță în romanul „Copiii serenadelor”.
Fiind parțial evreu din naștere a consacrat pagini inspirate istoriei și personalităților evreiești de pretutindeni, dar mai ales evreilor basarabeni. A fost organizatorul unui simpozion la Chișinău cu participarea unor istorici, literați din Israel, unde s-a dezbătut problema holocaust-ului în Basarabia. Materialele acestui simpozion pot fi găsite în cartea „ Flori de dor pentru Șalom”.
A dat o biografie veridică, bazată pe documente din arhivă a lui Grigore Kotovskii. A dat de asemenea o analiză critică a operei poetului rus Alexandr Pușkin în  chestiunea moldovenilor și a populației Basarabiei, care a suscitat polemici.

## Romane, poezie și alte texte
Până în prezent Boris Druță a publicat 20 cărți de literatură, precum și o traducere din poeți-evrei basarabeni. Coperțile sunt realizate de fiica Veronica, specialist în arhitectură, stabilită în Ottawa, Canada.
- „La Ineasca”, 1989 ( povestiri, nuvele, schițe);
- „O femeie își caută...pantalonii”, 1997 ( schițe, nuvele, povestiri umoristice);
- „Catacomba”,1998 ( Povestiri, nuvele);
- „ Un jazz pentru mileniul trei”, 1999 ( include un ciclu versuri, proză, o piesă de teatru);
- „Copiii serenadelor”, 2000 ( două romane care oglindesc evenimentele istorice ale Basarabiei de la sfârșitul anilor 20 ale secolului trecut până la evenimentele legate de conflictul Transnistrean; viața societății moldave din anii 1970-1980 al secolului XX);
- „Sarcofagul”, 2000 ( nuvele, poezii, publicistică politică, observații de călătorie efectuate în Armenia la începutul anilor 1990 etc);
- „Între viață și moarte”, 2001 ( versuri prefațată de Nicolae Dabija);
- „Luciana”, 2002, ( roman despre prima dragoste, nuvele, schițe, arabescuri, publicistică);
- „Madona din Ineasca”,2004 (nuvele, schițe umoristice, arabescuri, poezii, piesă de teatru etc.)
- „Basarabia răstignită" (roman), editura "Detektiv”, București, 2004;
- „Flori de dor pentru ȘALOM” , 2005, carte despre intelectualitatea evreiască din Basarabia postbelică. Nuvele, reportaje, poezii, note ale propriilor melodoii.
- „Păsări uitate în zbor”, editată la Padova, Italia, 2008. (roman, nuvele, piesă de teatru, poezie, arabescuri, publicistică).
- „Sub steaua lui David, cu Dumnezeu” (despre intelectualii evrei din Basarabia; proză, poezie, piese muzicale, traduceri din poeți evrei martiri...
- „Pandurii tristeții”. Versuri, traduceri din poeți de limba idiș. Romanul DOROTEEA, 2010;
- „Pe Insula Șerpilor sirenele cântă românește”. Publicistică, proză, teatru, arabescuri... 2011;
- „Bârbații au zburat din...pantaloni!” Povestiri și schițe umoristice. 2011;
- „Oglinda tăcerii”. Versuri și traduceri. 2011.
- Să evităm eternele căderi, 2015;
- Seismul din creier (Țara bisericilor falimentate), nuvele, arabescuri, versuri, un roman, publicistică, portrete și pamflete politice.2015-2017
- Trandafiri pentru idiș. ( traduceri  din poeții evrei Dovid Knut, Moișe Pincevshi, Iosif Kerler, Ițhak Kațenelison etc.), 2015
- СЛЕЗА  ЗОЛОТАЯ (Книга переводов автора с румынского на русском). Поэзия, проза, публицистика еврейской тематики. Выпуск 2021 г.
- borisdruta.com
- 2-я Книга переведенной на русском -- Страна обанкротившихся церквей ( проза, роман, новеллы), 2023
- Stând cu gândul de vorbă. (Carte ce include proză, poezie, amintiri despre Nicolae Dabija, traducere), 2025